# Bergères-sous-Montmirail
Bergères-sous-Montmirail är en kommun i departementet Marne i regionen Grand Est (tidigare regionen Champagne-Ardenne) i nordöstra Frankrike. Kommunen ligger i kantonen Montmirail som tillhör arrondissementet Épernay. År 2022 hade Bergères-sous-Montmirail 145 invånare.

## Befolkningsutveckling
Antalet invånare i kommunen Bergères-sous-Montmirail
| Referens: INSEE |